# Liste der Biografien/Prev
Liste der Biografien |
Portal Biografien |
Personensuche
# |
A |
B |
C |
D |
E |
F |
G |
H |
I |
J |
K |
L |
M |
N |
O |
P |
Q |
R |
S |
T |
U |
V |
W |
X |
Y |
Z |
?
 
Pa |
Pc |
Pe |
Pf |
Ph |
Pi |
Pj |
Pk |
Pl |
Pm |
Pn |
Po |
Pr |
Ps |
Pt |
Pu |
Pv |
Pw |
Py
 
Pra |
Prc |
Pre |
Pri |
Prj |
Prk |
Prl |
Pro |
Prp |
Prs |
Prt |
Pru |
Prv |
Pry |
Prz
 
Prea |
Preb |
Prec |
Pred |
Pree |
Pref |
Preg |
Preh |
Prei |
Prej |
Prek |
Prel |
Prem |
Pren |
Preo |
Prep |
Prer |
Pres |
Pret |
Preu |
Prev |
Prew |
Prex |
Prey |
Prez
Die Liste der Biografien führt alle Personen auf, die in der deutschsprachigen Wikipedia einen Artikel haben. Dieses ist eine Teilliste mit 65 Einträgen von Personen, deren Namen mit den Buchstaben „Prev“ beginnt.

## Prev

### Preva
- Préval, René (1943–2017), haitianischer Politiker, Präsident von Haiti
- Prevas, John, US-amerikanischer Historiker

### Prevc
- Prevc, Cene (* 1996), slowenischer Skispringer
- Prevc, Domen (* 1999), slowenischer Skispringer
- Prevc, Nika (* 2005), slowenische Skispringerin
- Prevc, Peter (* 1992), slowenischer Skispringer

### Preve
- Preve, Costanzo (1943–2013), italienischer Philosoph
- Prevedi, Bruno (1928–1988), italienischer Opernsänger (Tenor)
- Prevel, Jacques (1915–1951), französischer Dichter
- Prével, Louis (1879–1964), französischer Ruderer
- Prévert, Jacques (1900–1977), französischer Autor, Dichter und ChansonnierJacques Prévert (1900–1977)

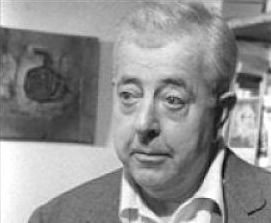
Jacques Prévert (1900–1977)

### Previ
- Previati, Gaetano (1852–1920), italienischer Maler
- Previato, Emma (1952–2022), italienisch-amerikanische Mathematikerin und Hochschullehrerin
- Previato, Lúcia Mendonça (* 1949), brasilianische Mikrobiologin
- Préville (1721–1799), französischer Schauspieler
- Préville, Mademoiselle (1731–1794), französische Schauspielerin
- Préville, Nicolas de (* 1991), französischer Fußballspieler
- Previn, André (1929–2019), deutsch-amerikanischer Pianist, Komponist und DirigentAndré Previn (1929–2019)

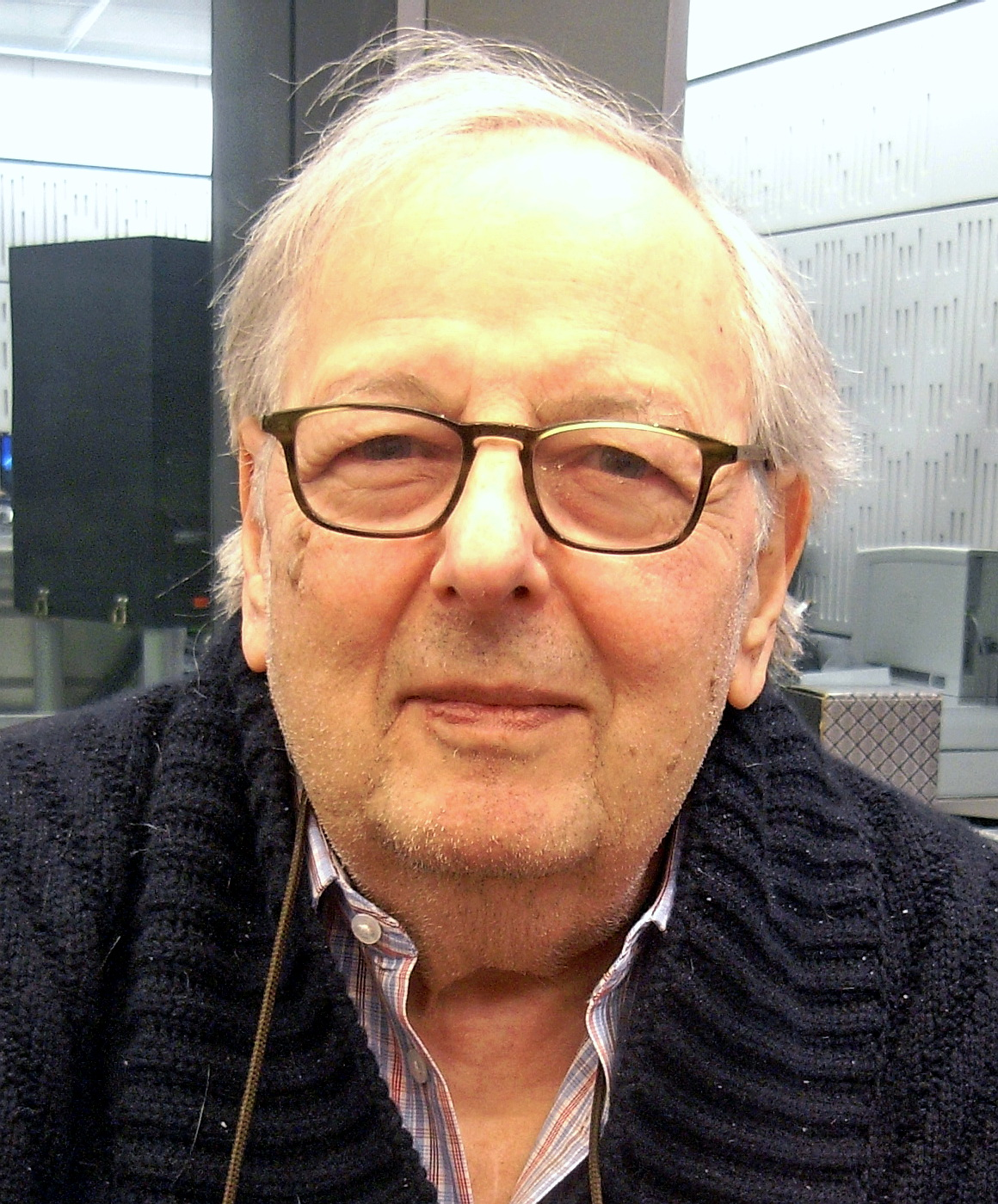
André Previn (1929–2019)

- Previn, Charles (1888–1973), US-amerikanischer Filmkomponist, Musikdirektor und Dirigent
- Previn, Dory (1925–2012), US-amerikanische Schriftstellerin und Singer-Songwriterin
- Previn, Steve (1925–1993), deutschstämmiger, US-amerikanischer Film- und Fernsehregisseur
- Previšić, Boris (* 1972), Schweizer Literaturwissenschaftler und Musiker
- Previtali, Fernando (1907–1985), italienischer Dirigent, Komponist und Musikschriftsteller
- Previtali, Guido Attilio (1914–1989), italienischer Ordensgeistlicher und römisch-katholischer Apostolischer Vikar von Tripolis
- Previte, Bobby (* 1951), US-amerikanischer Jazzmusiker
- Previte, Franke, US-amerikanischer Musiker
- Previte, Ron (1943–2017), US-amerikanischer Mobster
- Previti, Cesare (* 1934), italienischer Politiker

### Prevl
- Prevljak, Smail (* 1995), bosnisch-herzegowinischer Fußballspieler

### Prevo
- Prevolaraki, Maria (* 1991), griechische Ringerin
- Prévost, André (1860–1919), französischer Tennisspieler
- Prévost, André (1934–2001), kanadischer Komponist
- Prévost, Antoine-François (1697–1763), französischer SchriftstellerAntoine-François Prévost (1697–1763)

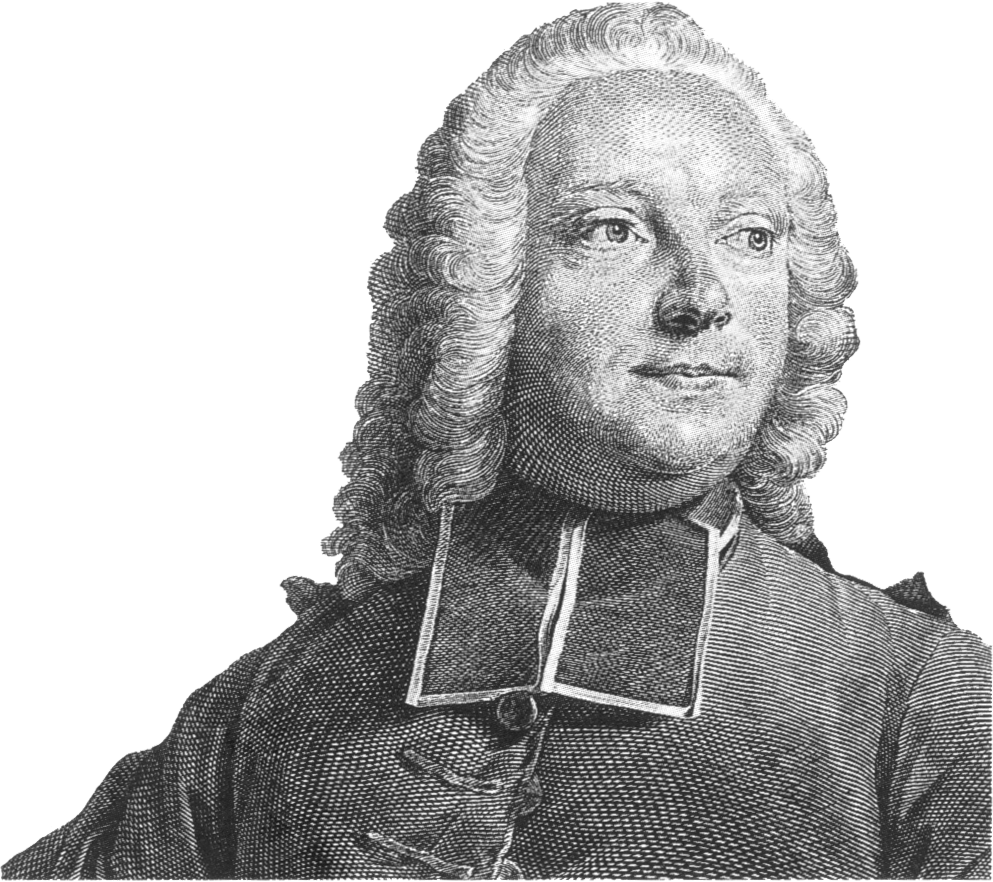
Antoine-François Prévost (1697–1763)

- Prévost, Charles (1899–1983), französischer Chemiker (Organische Chemie)
- Prévost, Constant (1787–1856), französischer Geologe
- Prévost, Daniel (* 1939), französischer Schauspieler
- Prévost, Eddie (* 1942), britischer Schlagzeuger und Improvisationstheoretiker
- Prévost, Eugène (1809–1872), französischer Komponist und Dirigent
- Prévost, Florent (1794–1870), französischer Ornithologe und naturwissenschaftlicher Assistent am Muséum national d’histoire naturelle
- Prévost, Françoise († 1741), Pariser Tänzerin und Primaballerina
- Prévost, Françoise (1929–1997), französische Schauspielerin
- Prevost, George (1767–1816), britischer Soldat und Diplomat
- Prévost, Guy († 2017), französischer Jazzmusiker
- Prevost, Jacques Marcus (1736–1781), britischer Offizier, Gouverneur der Province of Georgia
- Prévost, Jean (1901–1944), französischer Schriftsteller, Romanist und Literaturwissenschaftler
- Prevost, Jean Louis (1790–1850), Schweizer Arzt und Physiologe
- Prévost, Jean Louis (1838–1927), Schweizer Neurologe
- Prévost, Jean-Marie (1918–1997), französischer Fußballspieler
- Prévost, Joël (1950–2024), französischer Chansonsänger
- Prévost, Léon (1831–1877), US-amerikanischer Komponist
- Prévost, Lucien Alphonse (1799–1846), französischer Tiermaler
- Prévost, Marcel (1862–1941), französischer Romanautor und Dramatiker
- Prevost, Marie (1896–1937), kanadische Schauspielerin
- Prevost, Pierre (1751–1839), französisch-schweizerischer Philosoph und Physiker
- Prévost, Yvonne (1878–1942), französische Tennisspielerin
- Prévost, Zoë (1802–1861), französische Opernsängerin (Sopran)
- Prévost-Paradol, Lucien-Anatole (1829–1870), französischer Journalist und Autor
- Prevosti, Franceschina (1866–1938), italienische Opernsängerin der Stimmlage Sopran, später auch Gesangslehrerin
- Prévôt, Conrad (1869–1936), deutscher Architekt und Fachschul-Lehrer
- Prévôt, François († 1354), Bischof von Lausanne
- Prévot, Loïc (* 1998), französischer Sprinter
- Prévot, Maxence (* 1997), französischer Fußballspieler
- Prévot, Maxime (* 1978), belgischer Politiker
- Prévot, René (1880–1955), deutscher Journalist
- Prévôt, Robert (1901–1998), deutscher Radiologe und Röntgenologe